# Brasiliorchis barbosae
Brasiliorchis barbosae är en orkidéart som först beskrevs av Johan Albert o Constantin Loefgren, och fick sitt nu gällande namn av R.B.Singer, S.Koehler och Germán Carnevali. Brasiliorchis barbosae ingår i släktet Brasiliorchis och familjen orkidéer. Inga underarter finns listade i Catalogue of Life.

## Bildgalleri

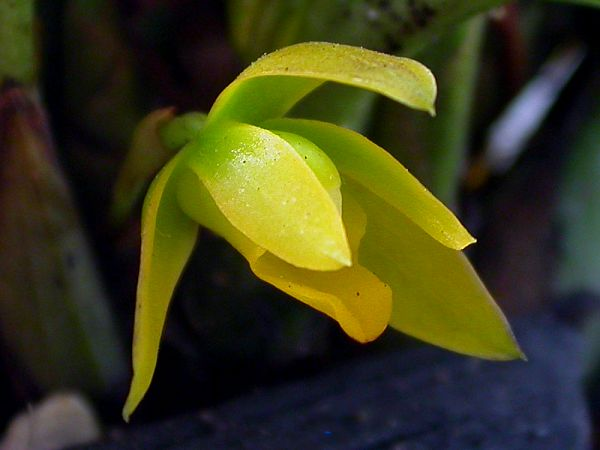
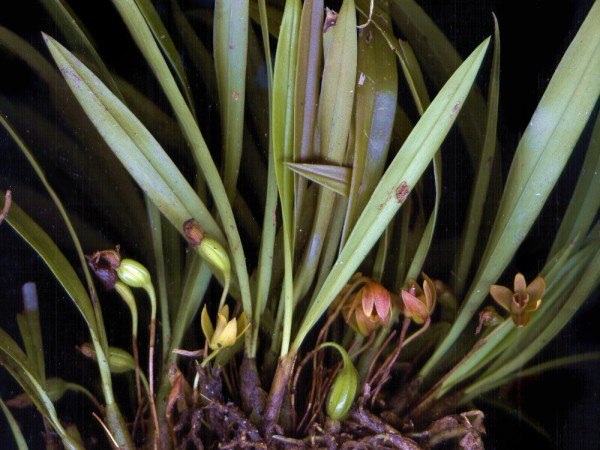
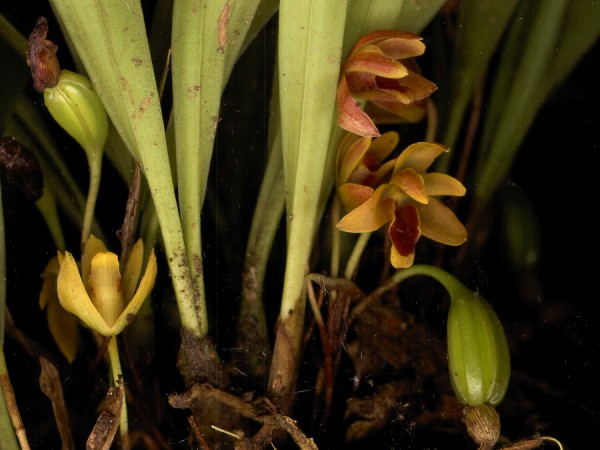
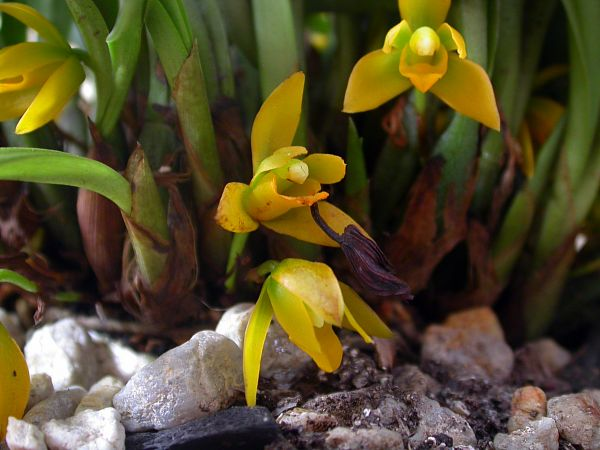
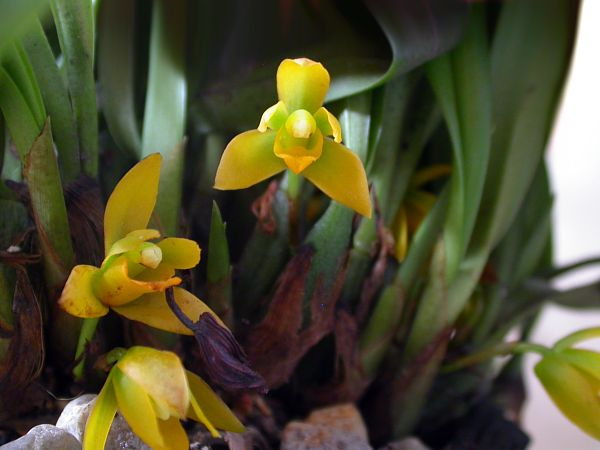
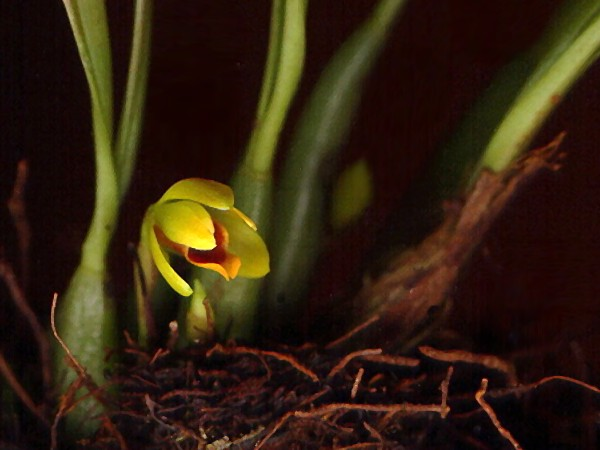